# Théâtre de marionnettes de Magdebourg
Le Théâtre de marionnettes de Magdeburg (Puppentheater Magdeburg) est un théâtre de marionnettes municipal situé à Magdebourg.

## Histoire

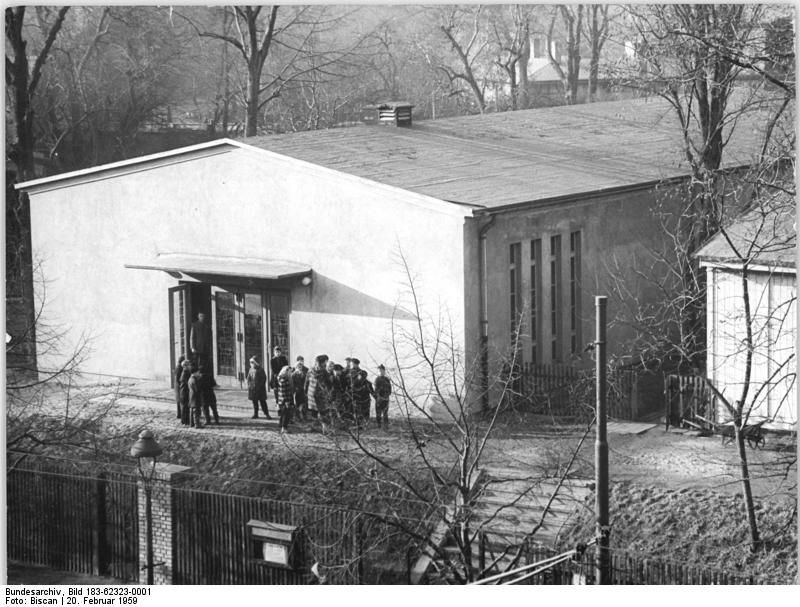
Le théâtre en 1958.

Le théâtre fut fondé en 1958 à l'initiative de Jutta Balk (de) et Gustel Möller alors que Magdeburg se trouvait en République démocratique allemande.
En 2000, le théâtre a accueilli le congrès de l'Union internationale de la marionnette.

## Programmation
Le théâtre aborde tous les sujets et s'adresse à tous les âges. Il fait plus de 500 représentations par an et reçoit 50 000 spectateurs dans une saison.